# Hengdian World Studios

Tournage d'un film dans les studios Hendian

Hengdian World Studios est le nom de studios de cinéma et de télévision, ainsi que d'un parc à thème situés à Hengdian, Dongyang, ville de la province du Zhejiang en Chine.
Surnommés Chinawood, ils s'étendent sur plus de 1 000 ha, et sont considérés comme étant les plus grands studios de cinéma au monde en 2015. On y trouve une réplique de la cité interdite à l'échelle 1.

## Historique
Les premiers locaux sont construits en 1996 pour le tournage du blockbuster La Guerre de l'opium (Opium War) par le réalisateur Xie Jin.
En 2000, dans l'objectif d'attirer davantage d'équipes de tournage, la location des studios devient gratuite.
Les Hengdian World Studios ont attiré 20 millions de visiteurs en 2019.
En 2021 plus de 50 films y sont en cours de tournage.

## Films tournés dans les studios
Parmi les films tournés au moins en partie dans les studios Hengdian, figurent DOA: Dead or Alive en 2006, I Am Somebody en 2015 ou encore The Warriors Gate en 2016.

## Galerie

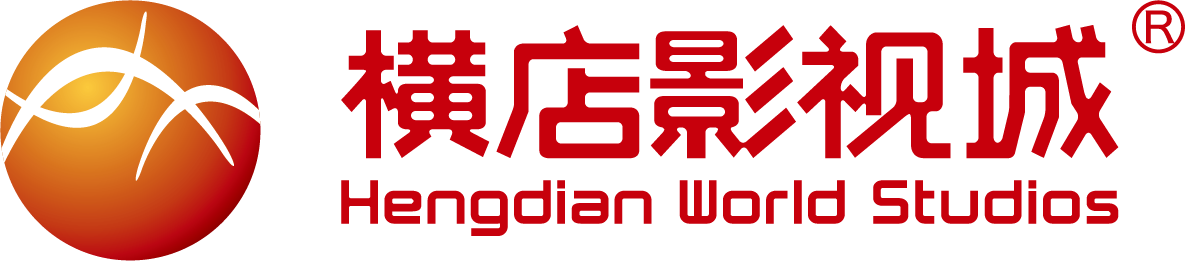
Logo des Hengdian World Studios
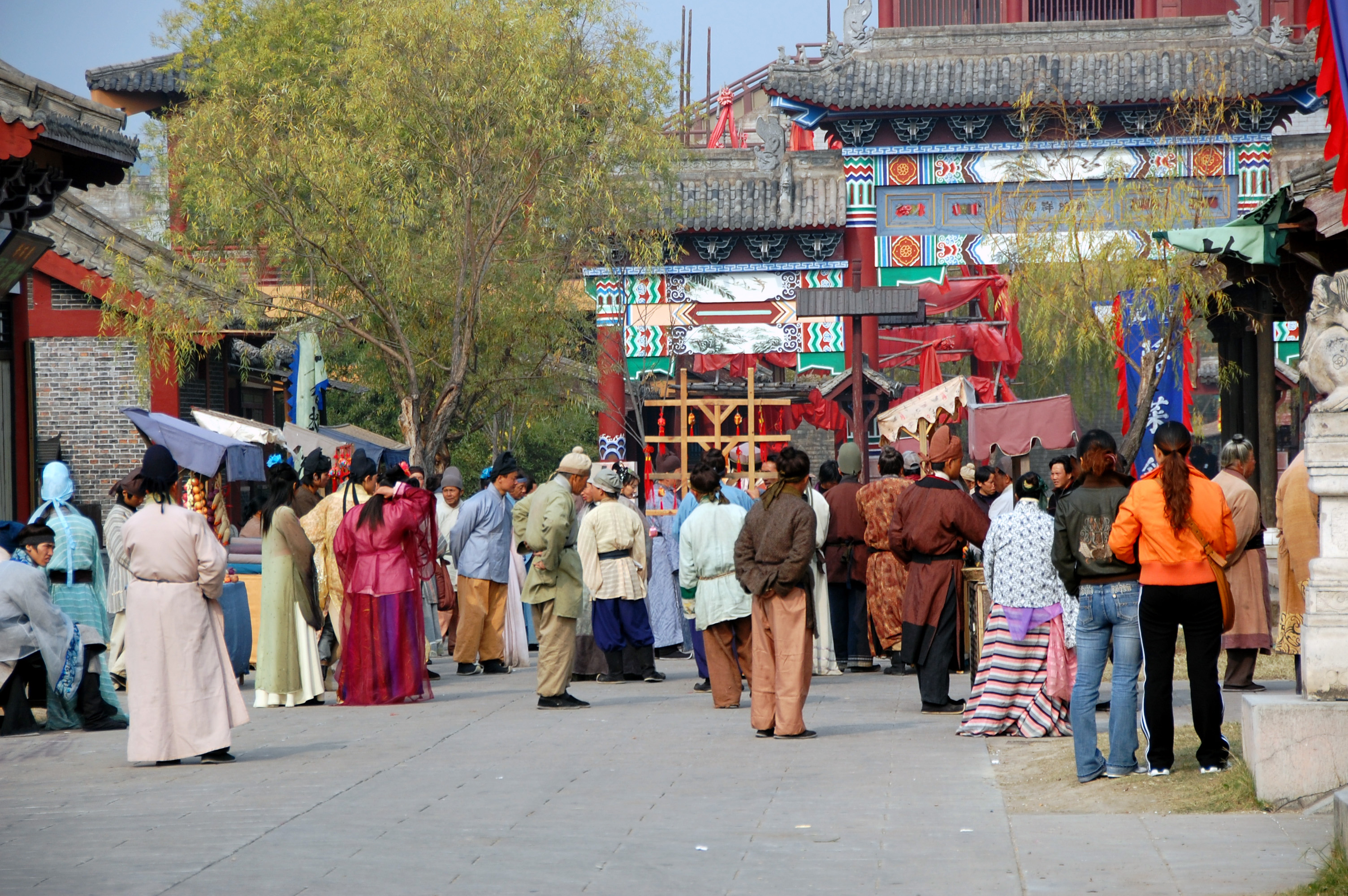
Touristes et figurants en costumes
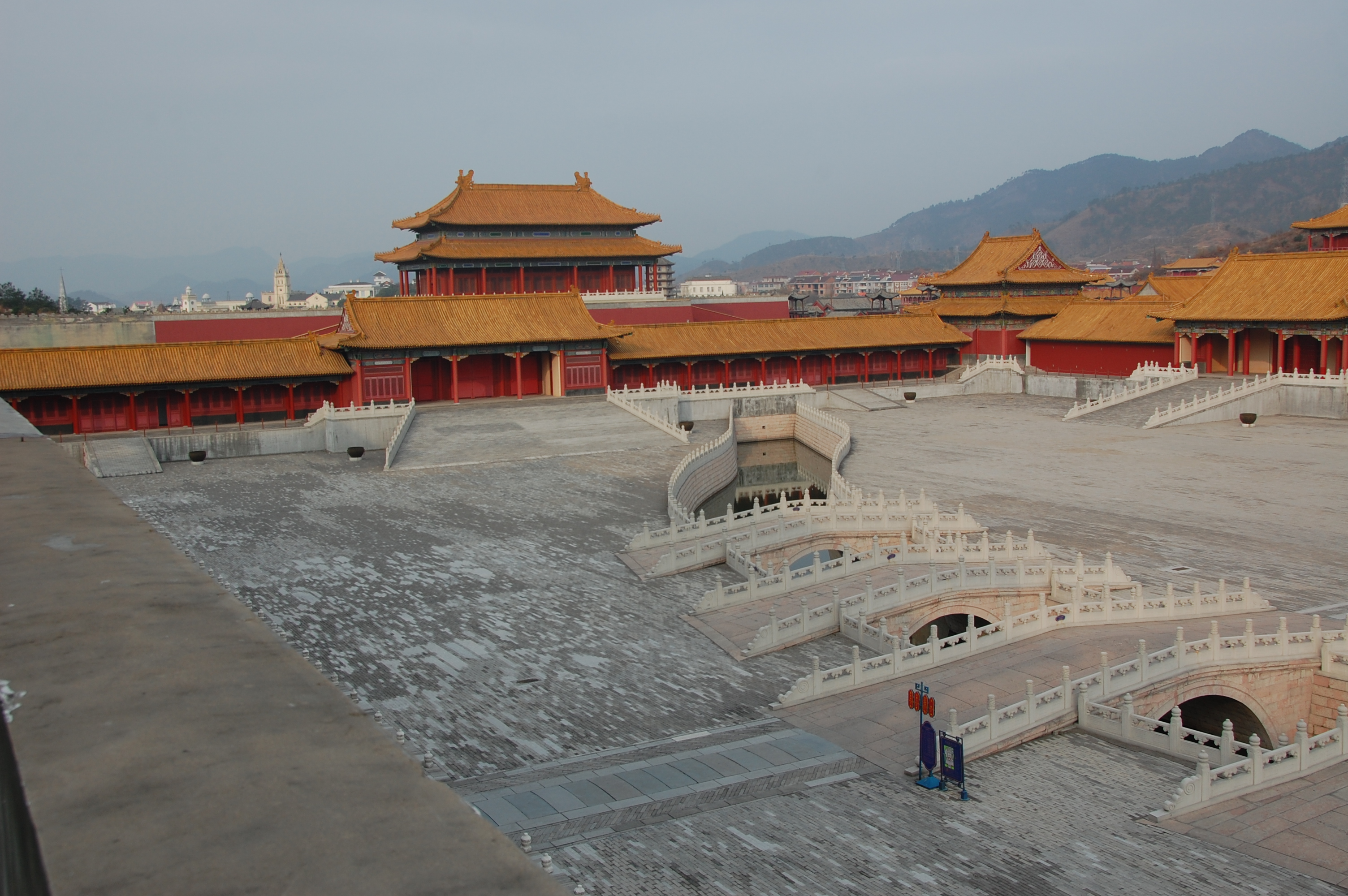
Reconstitution de la cité interdite
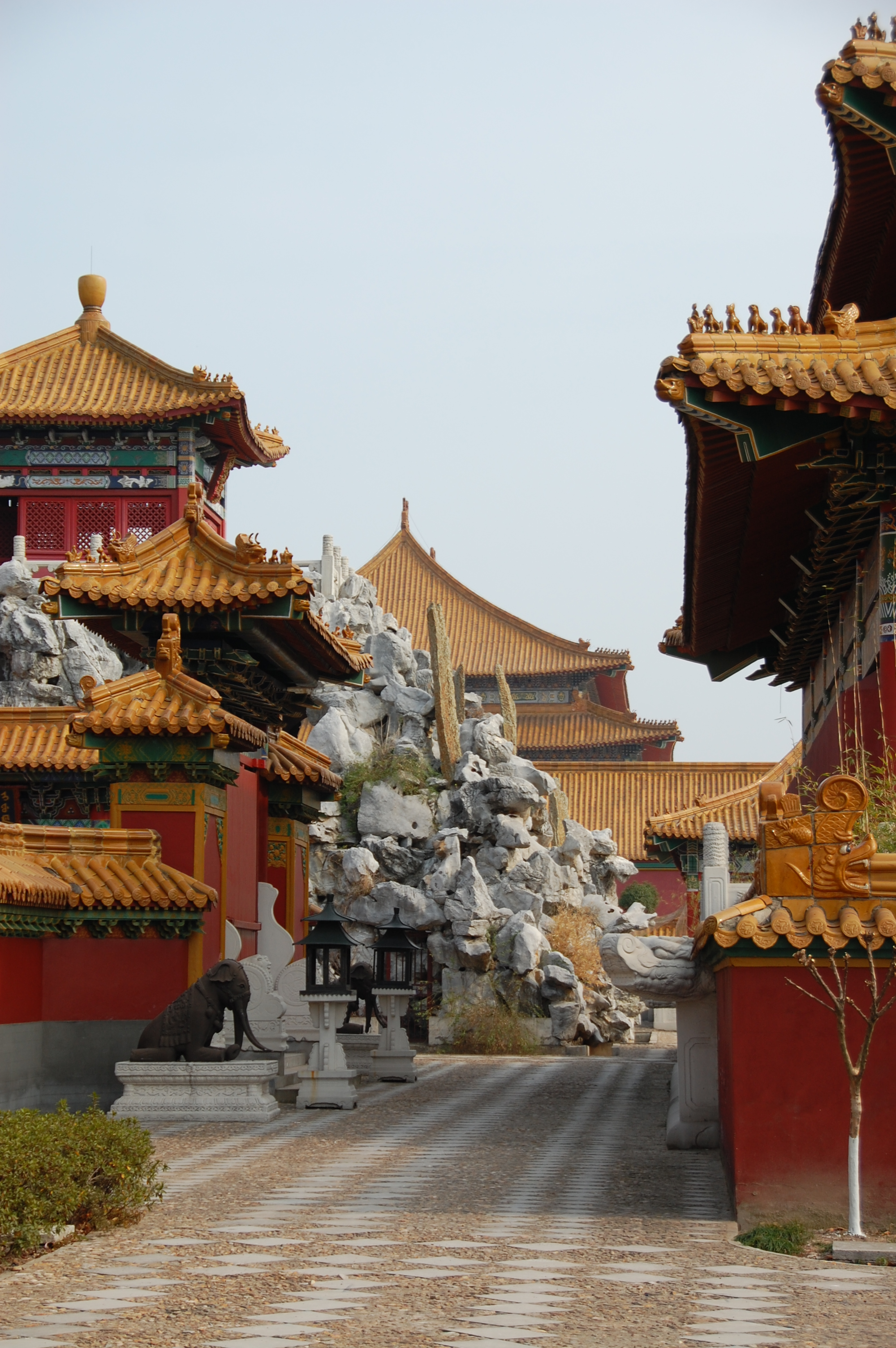
Décors